# 함평군 (1948년 선거구)
함평군은 대한민국의 옛 국회의원 선거구이다. 당시 전라남도 함평군 지역을 관할했다.

## 역사
제헌 국회의원 선거를 앞두고 함평군 전 지역을 관할하는 선거구로 신설되었다.
제6대 국회의원 선거를 앞두고 영광군 선거구와 통합되면서 영광군·함평군 선거구를 이루게 됨에 따라 폐지되었다.

## 역대 국회의원
| 선거   | 정당 | 정당       | 의원   |
| ------ | ---- | ---------- | ------ |
| 1948년 |      | 무소속     | 이성우 |
| 1950년 |      | 민주국민당 | 서상국 |
| 1954년 |      | 무소속     | 김의택 |
| 1958년 |      | 민주당     | 김의택 |
| 1960년 |      | 민주당     | 김의택 |

## 역대 선거 결과

### 대한민국 제헌 국회의원 선거
|  | 31.93% |

|  | 24.25% |

|  | 22.19% |

|  | 21.61% |

### 대한민국 제2대 국회의원 선거
|  | 38.09% |

|  | 27.51% |

|  | 11.49% |

|  | 6.66% |

|  | 6.30% |

|  | 3.77% |

|  | 2.93% |

|  | 2.13% |

|  | 1.07% |

|  | 0% |

|  | 0% |

|  | 0% |

|  | 0% |

### 대한민국 제3대 국회의원 선거
|  | 26.94% |

|  | 24.45% |

|  | 15.67% |

|  | 13.95% |

|  | 7.16% |

|  | 5.90% |

|  | 3.08% |

|  | 2.82% |

|  | 0% |

### 대한민국 제4대 국회의원 선거
|  | 50.30% |

|  | 41.14% |

|  | 8.55% |

### 대한민국 제5대 국회의원 선거
|  | 63.27% |

|  | 36.72% |